# Rod (matematika)
Rod je v matematiki pojem, ki ima več podobnih pomenov. Uporablja se v topologiji in algebrski geometriji, kjer sta znana aritmetski rod in geometrijski rod. Uporablja se tudi v teoriji grafov.   

## Topologija

### Orientabilne ploskve
Rod povezane orientabilne ploskve je celo število, ki pomeni največje število prerezov vzdolž nesekajočih se zaprtih krivulj brez nastanka nepovezanih rezultirajočih mnogoterosti.  To tudi pomeni, da rod predstavlja največje število rezov, ki jih lahko naredimo skozi ploskev, na da bi pri tem dobili nepovezano ploskev. Rod je enak številu ročajev na ploskvi. Lahko pa se definira tudi s pomočjo Eulerjeve karakteristike (oznaka {\displaystyle \chi \,}) s pomočjo zveze {\displaystyle \chi =2-2g\,}. To velja samo za zaprte ploskve. Pri tem je g rod. Za ploskve, ki imajo b mejnih komponent, pa je obrazec {\displaystyle \chi =2-2g-b\,}.  
- Rod nekaterih orientabilnih ploskev
- rod 0
- rod 1
- rod 2
- rod 3

Zgleda:
- sfera ima rod enak 0
- torus ima rod enak 1, prav tako tudi ploskev skodelice za kavo, ki ima ročaj (glej sliko na desni strani)

Preprosto to povemo, da je pri orientabilnih ploskvah rod enak številu "lukenj", ki jih ima ploskev .

### Neorientabilne ploskve
Rod ali Eulerjev rod povezanih neorientabilnih zaprtih ploskev je pozitivno celo število, ki predstavlja število križnih kap, ki so prilepljene na pripadajočo kroglo. 
To lahko definiramo tudi z Eulerjevo karakteristiko {\displaystyle \chi \,} s pomočjo izraza {\displaystyle \chi =2-k\,}. To velja samo za zaprte ploskvee. Pri tem je {\displaystyle k\,} neorientabilni genus. 
Primera:
- projektivna ravnina ima neorientabilni rod 1
- Kleinova steklenica ima neorientabilni rod 2